# Темрюк
Темрю́к (рос. Темрюк) — місто на Кубані, районний центр Темрюцького району Краснодарського краю Російської Федерації. Місто має своєрідну та цікаву історію, адже його коріння відходять далеко в античні часи, а з початку 19 століття він став одним із центрів козацтва на Кубані. Сьогодні це найбільше поселення Таманського півострова, портове та курортне місто, розташоване на межі між українською та північнокавказькою культурами.
Назва міста походить від імені кабардинського князя Темрюка (Темруко, Теміргоко), що у перекладі з тюркської означає «залізна стріла», а з адиго-тюркської версії — «син заліза».

## Географія
Місто розташовано на правому березі Петрушиного рукава річки Кубань, при впадінні її Вербенським гирлом до Темрюцької затоки Азовського моря. До 1819 року Кубань впадала до Чорного моря, але її русло штучно повернули на північ, до Азовського. Саме це відіграло важливу роль у розвитку міста. На захід від гирла розташований Ахтанізовський лиман, з'єднаний з Кубанню Козацьким Єриком, а на сході — Курчанський лиман, до якого прорито Темрюцьке гирло. З півночі та півдня до міста підходять болотисті місцевості, тому Темрюк розмістився у напрямку з північного заходу на південний схід, по берегу Курчанського лиману.
Місто відоме своїми грязьовими вулканами, що розташовані як на околицях, так і майже у самому центрі Темрюка. На одному з таких — вулкані Миска, розмітився музей просто неба «Воєнна гірка». На південно-східній околиці розташована Гнила гора, яка складається з колонії грязьових вулканів. На базі цих вулканів у місті збудовано санаторно-лікувальні комплекси.
Темрюк розташований на межі помірного та субтропічного поясів. Клімат у місті помірно-континентальний, з теплою зимою та спекотним літом. Сонячних днів — 270.
| Клімат Темрюка                                               | Клімат Темрюка | Клімат Темрюка | Клімат Темрюка | Клімат Темрюка | Клімат Темрюка | Клімат Темрюка | Клімат Темрюка | Клімат Темрюка | Клімат Темрюка | Клімат Темрюка | Клімат Темрюка | Клімат Темрюка | Клімат Темрюка |
| Показник                                                     | Січ.           | Лют.           | Бер.           | Квіт.          | Трав.          | Черв.          | Лип.           | Серп.          | Вер.           | Жовт.          | Лист.          | Груд.          | Рік            |
| Абсолютний максимум, °C                                      | −18,9          | −14,9          | −8,8           | −2,4           | 5,7            | 11,5           | 16,9           | 14,8           | 5,8            | 0,8            | −7,1           | −16            | −18,9          |
| Середній максимум, °C                                        | 4,6            | 4,5            | 8,2            | 14,6           | 20,3           | 24,5           | 27,8           | 27,1           | 22,1           | 16,2           | 9,6            | 5,2            | 15,4           |
| Середня температура, °C                                      | 2,7            | 2,4            | 5,8            | 11,8           | 17,4           | 21,8           | 25,1           | 24,6           | 19,8           | 13,9           | 7,5            | 3,4            | 13,1           |
| Середній мінімум, °C                                         | 0,7            | 0,1            | 3,2            | 8,7            | 14,2           | 19,0           | 22,3           | 21,8           | 17,0           | 11,3           | 5,3            | 1,4            | 10,5           |
| Норма опадів, мм                                             | 87             | 74             | 66             | 62             | 58             | 74             | 53             | 60             | 56             | 62             | 80             | 94             | 822            |
| ------------------------------------------------------------ | -------------- | -------------- | -------------- | -------------- | -------------- | -------------- | -------------- | -------------- | -------------- | -------------- | -------------- | -------------- | -------------- |
| Джерело: http://krasnodar-meteo.ru/temrjuk/pivot/temperature |                |                |                |                |                |                |                |                |                |                |                |                |                |

## Історія
Точного часу утворення поселення на місці сучасного Темрюка науковці вказати не в змозі. Завдяки археологічним розкопкам було встановлено найбільш ранній період існування міста — часи античності 5-3 століття до н. е. З початку нашої ери територію Тамані зайняли половці, але вони були вигнані звідси в кінці 11 століття київським князем Олегом. Від того часу весь Таманський півострів став частиною Тмутороканського князівства, а у 13 столітті зазнав татаро-монгольської навали хана Батия. Саме цей період був першим згаданим у письмових джерелах, а саме у «Літописі Темрюцької Миколаївської церкви». У ньому зазначено, що 1239 року на місці сучасного Темрюка монголо-татарами було закладене місто Тумнев (Темнев).
З початком генуезької колонізації у 14 столітті північного узбережжя Чорного моря, Тумнев став важливим риболовецьким та торговельним центром. Мешканці міста займались виловом риби задля видобутку червоної ікри, яку імпортували навіть до Константинополя. Саме через це багато істориків вважають Темрюк, а не Слов'янськ, генуезькою Копою. З кінця 15 століття турки витіснили генуезців із Чорного моря, захопили їхні фортеці, а Копу знову перейменували у Тумнев. Щодо адміністративного підпорядкування місто перебувало у складі Кримського ханства.
1552 року до Москви прибула делегація від морських черкесів, які просили допомоги у звільненні Таманського півострова від турецького панування. В обмін на це черкеси запропонували вступ їхнього народу до складу Московського царства. 1556 року кабардинський князь Темрюк (Темруко, Теміргоко) Ідарович, який видавав свою доньку Кучуней за Івана Грозного, за допомогою російського війська захопив та зруйнував Тумнев. Трохи на північний захід (сучасна територія між містом та станицею Голубицькою) він збудував кам'яну фортецю з двома земляними батареями, яку назвав своїм іменем. У документах фортеця згадується як Новий Темрюк, а місце існування Тумнева, тобто територія сучасного міста, — Старим. Однак 1570 року, коли російські війська відійшли, фортеця була захоплена турками, війська Темрюка розбиті, а князівство приєднане до складу Кримського ханства. Фортецю вони перейменували в Адіс, а за поселенням залишилась назва Старий Темрюк.

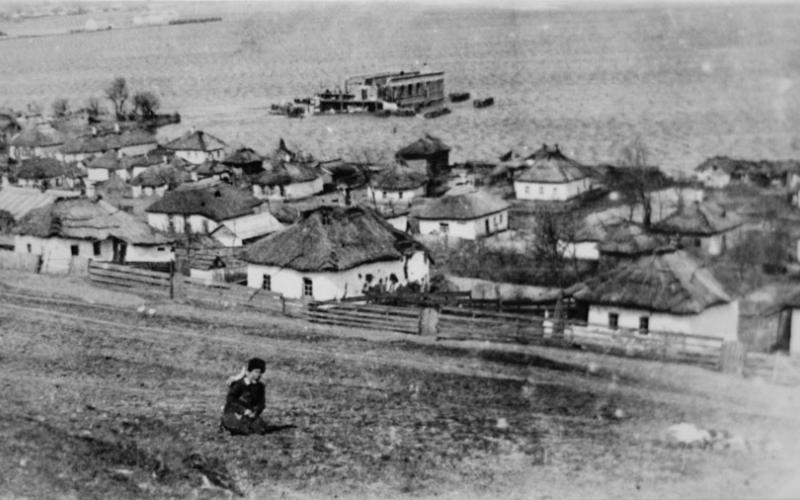
Темрюк кінця 19 століття

В 1720–1729 роках на Кубань проникають російські війська, які двічі розбивали турків, але заволодіти краєм їм так і не вдавалось. 1737 року російські солдати зайняли Мултанський острів, що утворюється рукавами річки Кубані, та околиці Темрюка, щоби покарати турків та черкесів за їхні набіги на донські станиці. Тобто починався російський вплив на Таманський півострів. 1774 року весь півострів і навколишні землі, у тому числі й Темрюк, були приєднані до Росії. 1778 року на Тамань прибув Олександр Суворов, якого 1777 року було назначено командувачем Кавказького корпусу. У свої записах він вказував, що топографія місцевості суттєво змінилась і відрізняється від тієї, яка була зазначена на картах. На той час місто вважалось значним укріпленим центром, але оскільки було далеко від кордонів із черкесами, то у ньому розташовувались лише караульні війська. На плані міста Єгора Феліцина, складеного 1777 року, Темрюк зазначено як «Фортеця з баштами, двома пороховими погребами, навколо обнесена кам'яною стіною, частина лінії із каміння, частина із дерева, в інших місцях майже рівняється з болотом, на лінії зазначені 2 батареї, у татарському володінні невеликий водяний рів, який проведений до лиману, чотири татарські мечеті й біля кожної із них по цвинтарю, татарські лавки та будови, дорога до фортець Новотроїцькою та Благовіщенської». Олександр Суворов звів на місці фортеці Старотемрюцьке укріплення.

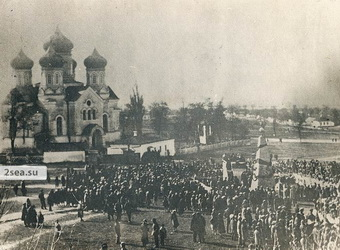
Михайлівський собор, кінець 19 століття

1792 року на Таманський півострів переселились запорозькі козаки, які пізніше стали називатись чорноморськими. Вони назвали поселення Темрюцьким урочищем. 1803 року козаки за власні кошти збудували Миколаївську церкву, а матеріал брали із розібраної фортеці Адіс. При храмі зберігалось непрестольне Євангеліє, видруковане в Києво-Печерській лаврі 1733 року, з написом «Сия книга, глаголевоемое Святое Евангелие, данная на церковь Темрюкского Святителя Христова Николая Приморского рабом божьим Власом Григорьевичем Краснощеком в 1801 году, декабря 6-го дня». Місто часто зазнавало набігів з боку черкесів, які брали у полон людей, крали скотину та провіант, тому мешканці розробили власний метод раннього сповіщення. 1819 року з метою опріснення солоних лиманів, жителі навколишніх поселень прокопали від Кубані до Ахтанізовського лиману канал, який сьогодні називається Козачий Єрик. Він невдовзі став головним і Кубань, яка раніше впадала до Чорного моря, повернула свої води до Азовського. Пізніше було з'єднано Ахтанізовський та Курчанський лимани каналом Темрюцьке гирло. 1820 року урочище набуло статусу містечка, 1831 року Темрюк став центром козацького куреня, а 1843 року поселення перетворене на станицю. В цей період Темрюк був значно посилений українськими переселенцями, які переїжджали сюди. Так за 1843 рік сюди прибуло понад 48 родин.

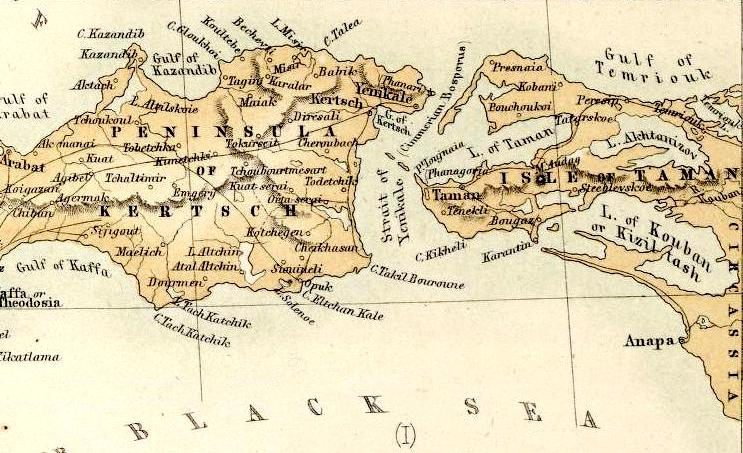
На карті 1872 року

В роки Кримської війни 1855 року Темрюк зазнав обстрілу з боку Азовського моря. Місто було евакуйоване, а 13 вересня зайняте союзними військами та черкеською кіннотою. Мешканці змушені були переховуватись за лиманами. Чотирьохтисячне військо переслідувало їх, але козацькі застави з артилерією зупинили напад. Після закінчення війни Темрюк 31 березня 1860 року отримав статус портового міста. Надання нового статусу потягло за собою і негативні зміни. Козаків було переселено до сусідніх станиць, а до міста переселили біженців зі зруйнованих міст Анапи та Новоросійська. З українців у місті залишилось лише 146 мешканців. Населення станом на вересень 1860 року — 4723 особи.

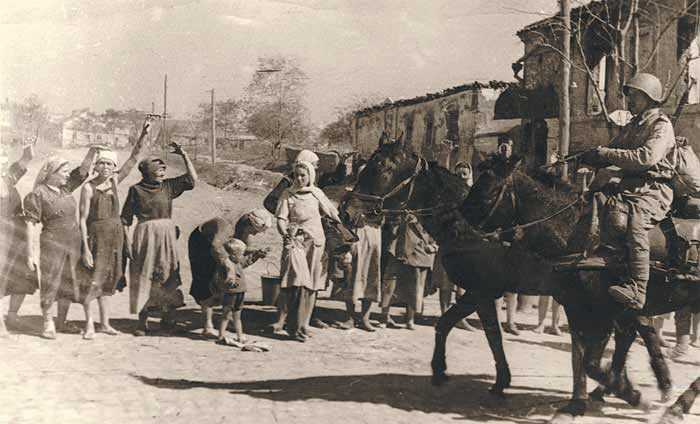
Захоплення Темрюка радянськими військами, вересень 1943 року

1861 року відкрито поштове відділення, 1865 року — телеграфну станцію. 1867 року пройшли перші вибори до міської думи і був обраний перший міський голова. 1870 року відкрито банк та контрольну станцію на лінії Індо-Європейського телеграфу. За даними цього ж року у місті проживало 8344 особи. У 1871–1877 роках у місті зводився Михайлівський собор, а у 1896–1901 — Олександро-Невська церква. 1874 року було введено «Міське положення» і першим міським головою за новим положенням став Гутовський Франі Людгович. 1879 року відкрито лікарню. Згідно з архівними даними станом на 1890 рік у місті проживало 15 тисяч осіб. Серед промисловості у місті працювали миловарний, 5 шкіряних, 5 рибних, 8 цегляних та 8 маслобійних заводів, 1 паровий млин та 17 вітряків, діяло 5 бондарень. У 1906 році було відкрито філіал українського товариства «Просвіта» в місті Темрюк. В роки громадянської війни Темрюк двічі переходив від білогвардійців до Червоної армії.
У період Другої світової війни Темрюк став ареною серйозних боїв. Неподалік від міста у лютому-березні 1943 року знаходилась «Блакитна смуга» (Готенкопф), в прориві якої брало участь понад 300 військових підрозділів Радянської армії. У вересні 1943 року місто було звільнене від німецьких окупантів.

## Населення
| 1860  | 1870  | 1890   | 1897   | 1939   | 1959   | 1970   | 1979   | 1989   | 2000   | 2003   | 2008   | 2010   | 2013   |
| ----- | ----- | ------ | ------ | ------ | ------ | ------ | ------ | ------ | ------ | ------ | ------ | ------ | ------ |
| 4 723 | 8 344 | 15 000 | 14 500 | 23 200 | 22 000 | 23 800 | 31 900 | 33 100 | 37 100 | 36 100 | 36 189 | 36 500 | 38 386 |

За переписом 1897 року у місті проживало 14 734 осіб (7 536 чоловіків та 7 198 жінок). Розподіл населення за мовою згідно з переписом 1897 року:
| Мова       | Осіб  | Відсоток |
| ---------- | ----- | -------- |
| російська  | 8 715 | 59,15 %  |
| українська | 5 486 | 37,23 %  |
| єврейська  | 148   | 1,00 %   |
| польська   | 74    | 0,50 %   |
| грецька    | 72    | 0,49 %   |
| вірменська | 69    | 0,47 %   |
| білоруська | 54    | 0,37 %   |
| грузинська | 41    | 0,28 %   |
| інші       | 75    | 0,51 %   |
| Разом      | 14734 | 100 %    |

У 1926 році українці у Темрюку становили 26,2 %, а у Темрюцькому районі (разом з містом Темрюком) — 71,9 % всього населення.

## Економіка
Серед промислових підприємств у місті працюють рибоконсервний та осетрово-риборозвідний заводи, широко розвинене рибальство та рибництво, переробка риби. Діють також молокозавод, хлібозавод та виноробні підприємства, широко розвинене виноградарство та виноробство. Є швейна фабрика, дослідно-механічний завод та завод будматеріалів.
На північній околиці розташований міжнародний Темрюцький морський порт, при якому працюють судноремонтний завод та термінал для перевалки зрідженого газу ТОВ «Мактрен-Нафта». До середини 20 століття по Кубані виконувались прямі та регулярні пароплавні сполучення із Краснодаром. На лівому березі Кубані знаходиться залізнична станція Темрюк, яка, однак виконує лише вантажні функції. Пасажиропотік повністю припадає на автомобільний транспорт. У місті діє автостанція, яка зв'язує його із поселеннями Темрюцького району, Краснодаром та ближніми містами. У самому місті діють 8 автобусних маршрутів.

## Соціальна сфера

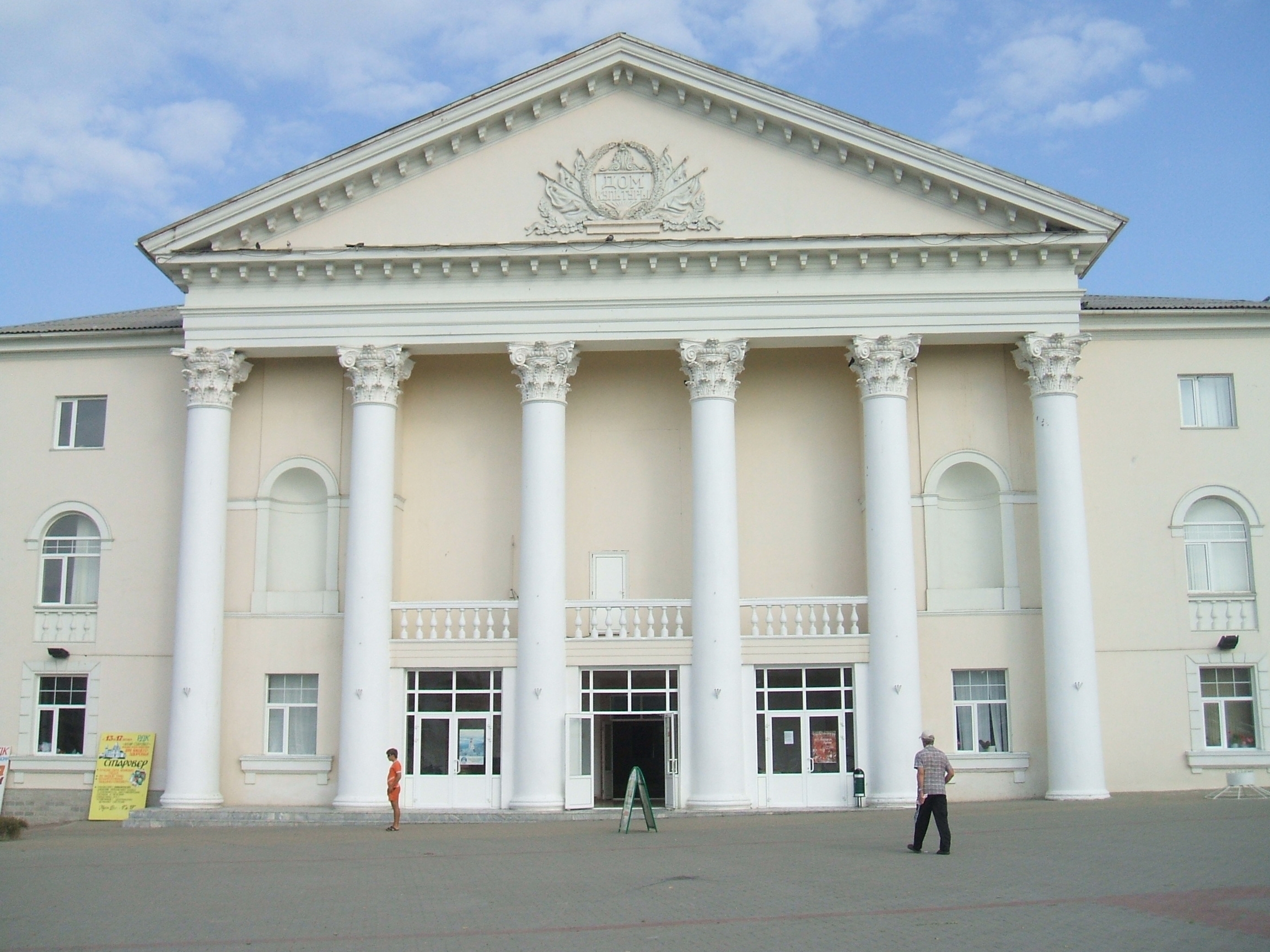
Будинок культури

Серед закладів культури у місті діють будинок культури та 2 музеї:
- Темрюцький історико-археологічний музей — відкритий 1920 року і є одним із найстаріших музеїв Краснодарського краю. Знаходиться в будинку купця Полуніна, одному з найстаріших будинків Темрюка. 1994 року був відкритий філіал у станиці Старотитарівській[13];
- Музей бойової техніки просто неба «Воєнна гірка» — розташований на вершині грязьового вулкана Миска і містить в собі велику кількість військової техніки періоду Другої світової війни від літаків до паротягів.

Із ЗМІ у місті випускаються газети «Тамань. ИНФО», «Орбита», «Тамань» та «23 Регион», є власна телерадіокомпанія «ТВ-Мастер» (телеканал ТВ-Мастер-СТС та «Радио Темрюк»).
У травні 2010 року до святкування 65 річниці перемоги над німецькими окупантами у центральному міському сквері відкрито Алею Слави. Навпроти фонтанів встановлено постаменти з бюстами Героїв Радянського Союзу, уродженців Темрюцького району. На мармуровій плиті збоку викарбувано «Аллея Славы. Землякам в знак памяти и уважения за боевые и трудовые заслуги. Май 2010 года»

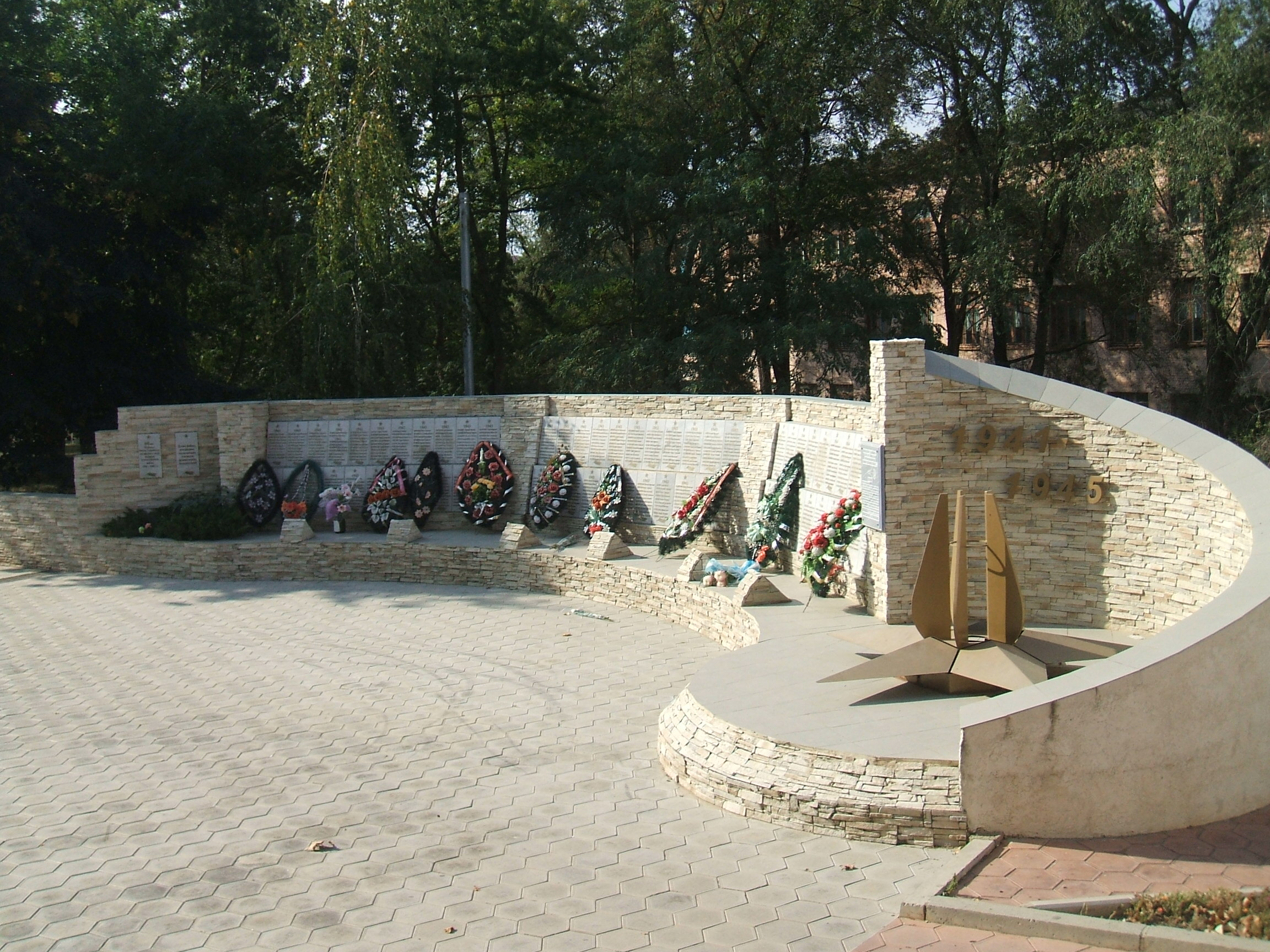
Меморіал загиблим в роки Другої світової війни
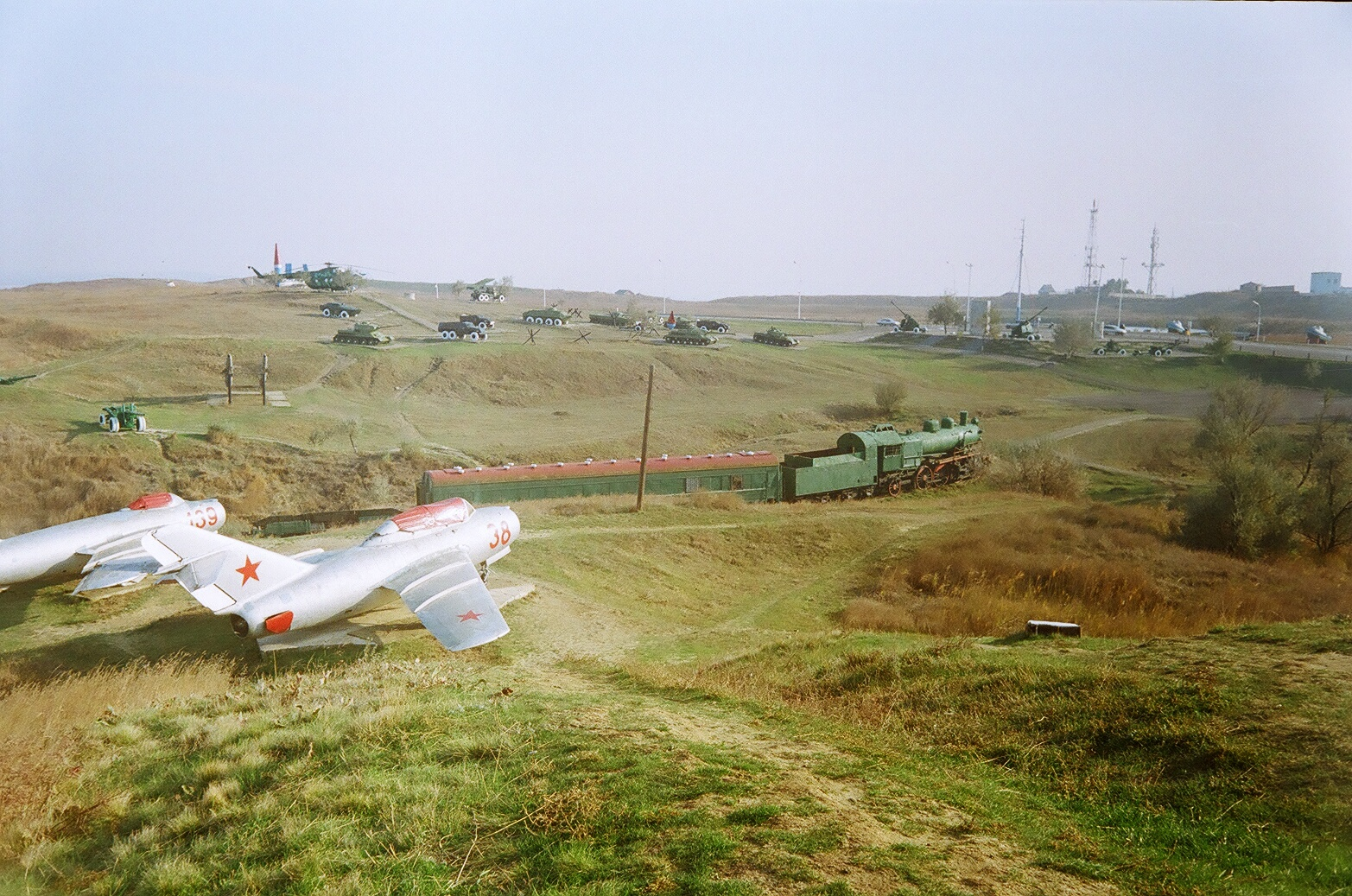
Музей "Воєнна гірка"
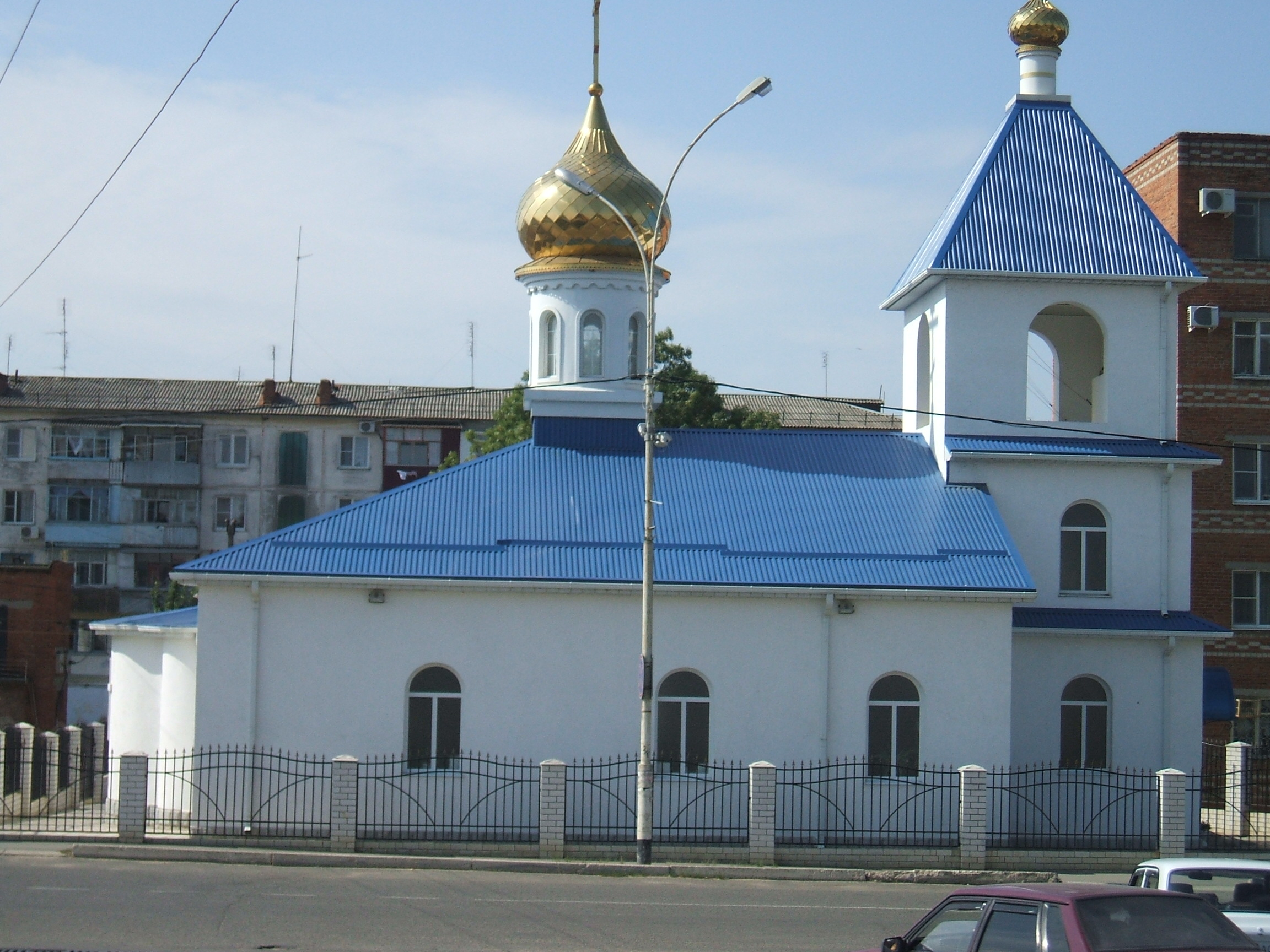
Церква Олександра Невського
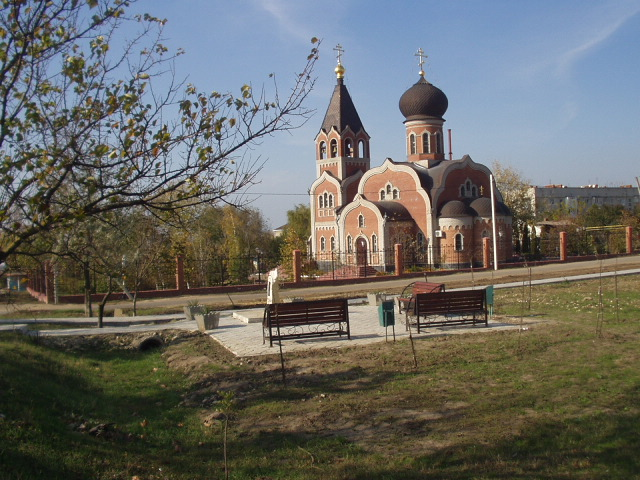
Михайлівський собор
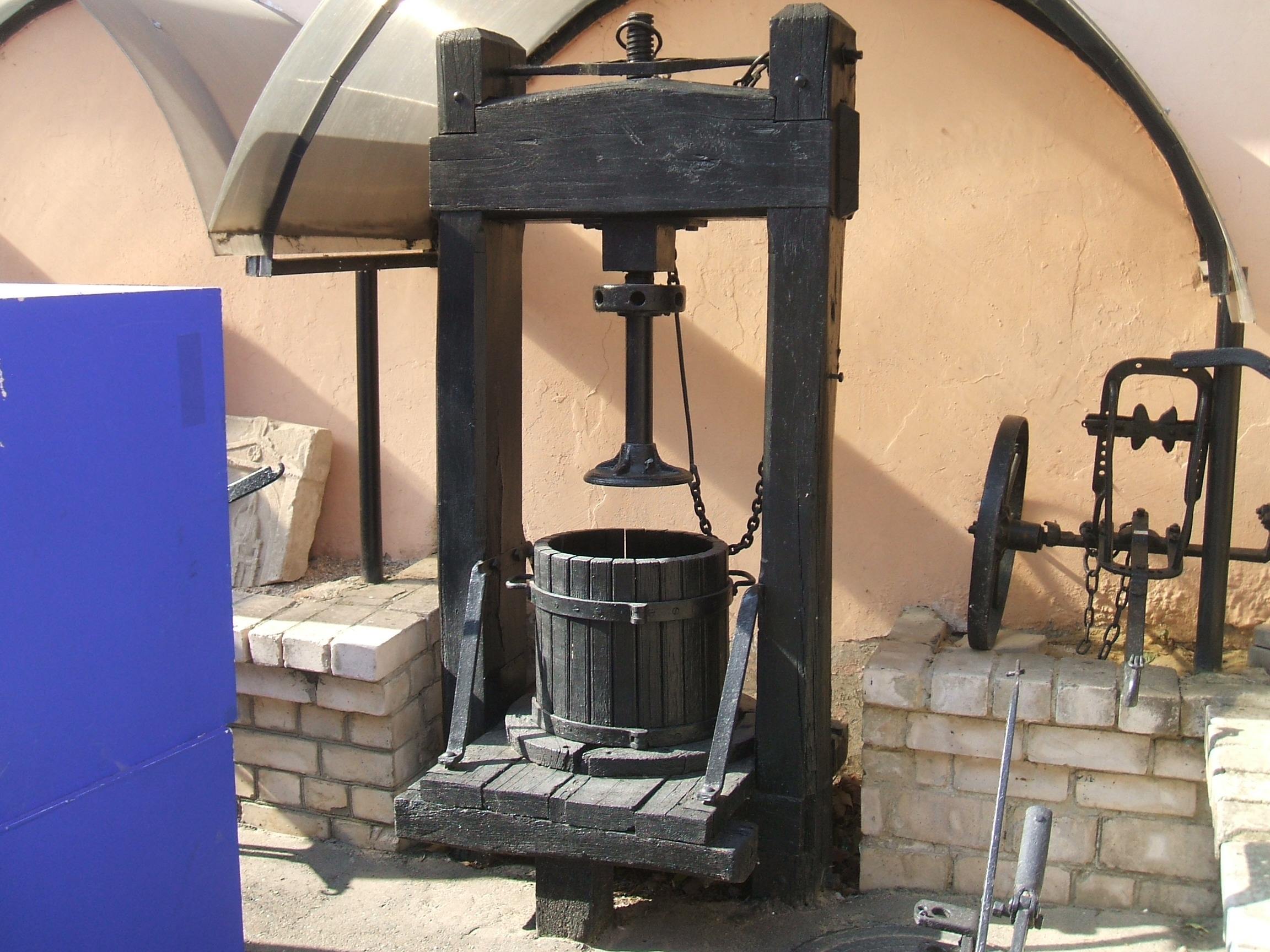
В історико-археологічному музеї

## Відомі люди

### Народилися
- Єрошок Зоя Валентинівна (1953—2018) — радянська і російська журналістка, співзасновниця «Нової газети».
- Дмитро Мулярчук — український художник.
- Різін Леонід Володимирович — радянський кінодраматург, кінорежисер.
- Михайло Теліга — український громадський діяч, бандурист, чоловік Олени Теліги.